# Tartarocreagris reyesi
Tartarocreagris reyesi är en spindeldjursart som beskrevs av William B. Muchmore 200. Tartarocreagris reyesi ingår i släktet Tartarocreagris och familjen helplåtklokrypare. Inga underarter finns listade i Catalogue of Life.